# Nam châm (album)
Nam châm (tựa tiếng Anh: Magnet) là album phòng thu thứ ba sau "Tâm hồn của đá" và "Vô hình" của ban nhạc rock Việt Bức Tường, phát hành ngày 16 tháng 10 năm 2004 bởi Trung tâm Nghe nhìn Hà Nội. Album tập hợp 12 ca khúc rất thành công của Bức Tường, trong đó có những  ca khúc lần này khai thác mảng đề tài mới dựa vào kho tàng văn học nghệ thuật dân gian Việt Nam, cùng những câu chuyện dã sử hoặc truyền thuyết. Các ca khúc trong "Nam châm" có lẽ là  những ca khúc đa dạng trong cả phương thức thể hiện cũng như nội dung ca từ. Bên cạnh những ca khúc về tình yêu, gia đình, điều thú vị chính là sự xuất hiện mới mẻ của những câu chuyện truyền thuyết như tình yêu oan trái của Mỵ Châu-Trọng Thủy, chuyện Sơn Tinh-Thủy Tinh... được chuyển tải bằng ngôn ngữ rock mang chất sử thi (âm hưởng Symphony - Power Metal) với cường độ âm nhạc dữ dội, tốc độ nhanh.
Có lẽ độc đáo nhất là ca khúc " Dế Mèn" với nội dung đầy chất triết lý và sự kết hợp đầy sáng tạo của nét giai điệu cổ truyền và chất Metal. Đặc biệt là ca khúc "Ra khơi" phóng tác từ dân ca Nam Bộ, như một thử nghiệm, tìm tòi mới của Bức Tường khi kết hợp âm nhạc dân gian và Rock. "Nam châm"  là tên của một ca khúc trong album, đồng thời cũng như mong muốn của ban nhạc, là ''sức hút'' của những khát khao sáng tạo để tìm đến một phong cách rock đậm chất Việt. "Nam châm" cũng là bước tiếp theo của Bức tường qua gần mười năm gắn bó với rock để đến gần với tiêu chí này.

## Danh sách ca khúc
Tất cả các ca khúc được viết bởi Trần Lập.
| STT | Nhan đề                     | Thời lượng |
| --- | --------------------------- | ---------- |
| 1.  | "Ra Khơi"                   | 4:39       |
| 2.  | "Cha và con"                | 3:54       |
| 3.  | "Dấu vết nghiệt ngã"        | 7:03       |
| 4.  | "Nếu em hiểu"               | 4:48       |
| 5.  | "Nam châm"                  | 4:37       |
| 6.  | "Người mộng du"             | 4:35       |
| 7.  | "Chuyện tình của Thủy Thần" | 6:17       |
| 8.  | "Dế mèn"                    | 6:58       |
| 9.  | "I'm your stylish man"      | 3:29       |
| 10. | "Bất tử"                    | 6:06       |
| 11. | "Trở về"                    | 3:24       |
| 12. | "Đôi bàn tay"               | 5:10       |

## Thành phần tham gia sản xuất
| Ê-kíp sản xuất - Hòa âm, phối khí và thực hiện: Ban nhạc Bức Tường - Biên tập: Trần Lập - Thu âm & mixing: Trần Thanh Phương tại Orient Studio - Sản xuất & phát hành: Trung tâm Nghe nhìn Hà Nội - Keyboard: Xuân Phương | Ban nhạc Bức Tường - Trần Lập: Hát chính, sáng tác - Trần Tuấn Hùng: Guitarist - Nguyễn Hoàng: Guitarist - Nhất Hoàng: Bassist - Nguyễn Duy Hùng: Keyboards - Nghiêm Mạnh Tuấn: Trống |